# 25 (tal)
25 (tjugofem (fil)) är det naturliga talet som följer 24 och som följs av 26.

## Inom matematiken
- 25 är ett udda tal.
- 25 är ett semiprimtal[1].
- 25 är det femte kvadrattalet
- 25 är ett centrerat kvadrattal
- 25 är ett centrerat oktogontal
- 25 är ett centrerat oktaedertal
- 25 är det första Friedmantalet, eftersom 52 = 25
- 25 är ett Prothtal
- 25 är ett Leonardotal
- 25 utgör tillsammans med 24 ett Ruth-Aaronpar
- 25 är ett palindromtal i det kvarternära talsystemet.

## Inom vetenskapen
- Mangan, atomnummer 25
- 25 Phocaea, en asteroid
- Messier 25, öppen stjärnhop i Skytten, Messiers katalog